# Montgaillard-Lauragais
Montgaillard-Lauragais es una pequeña localidad y comuna francesa situada en el departamento de Alto Garona y la región de Mediodía-Pirineos, en el Lauragais.

## Demografía
| 282 | 321 | 434 | 459 | 528 | 547 |
| Para los censos de 1962 a 1999 la población legal corresponde a la población sin duplicidades (Fuente: INSEE [Consultar]) |     |     |     |     |     |